# گینه‌وان ووپانیان
گینه‌وان میساکی ووپانیان (ارمنی: Գինևան Միսակի Ոպանյան؛ زادهٔ ۲۳ فوریهٔ ۱۹۲۳ - درگذشته ۲۴ ژانویهٔ ۱۹۹۳) یک فرد نظامی اهل ارمنستان بود.

## زندگی‌نامه
در ۲۳ فوریهٔ ۱۹۲۳ در فانتان به دنیا آمد . وی برنده جوایزی همچنین نشان جنگ میهنی (درجه یک) (۱۹۸۵)، نشان پیش‌کسوت کار، مدال بیستمین سال پیروزی در جنگ بزرگ میهنی، مدال سی‌امین سال پیروزی در جنگ بزرگ میهنی، مدال چهلمین سال پیروزی در جنگ بزرگ میهنی، مدال پنجاهمین سال پیروزی در جنگ بزرگ میهنی، مدال دفاع از قفقاز، مدال کارگر ممتاز، مدال کارگر ممتاز، مدال شجاعت (۱۹۴۳ , ۱۹۴۵)، مدال به خاطر پیروزی مقابل آلمان در جنگ بزرگ میهنی (۱۹۴۵–۱۹۴۱)، مدال به مناسبت یکصدمین سالگرد تولد ولادیمیر ایلیچ لنین، مدال تسخیر برلین  شده است. وی در ۲۴ ژانویه ۱۹۹۳ در سن ۶۹ سالگی در فانتان درگذشت.